# Berenice (cohete)

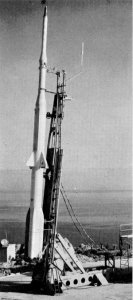
Cohete Berenice preparado para el lanzamiento

Berenice fue un cohete sonda francés sucesor del Antares. Desarrollado a principios de los años 1960 por Onera, hubo diferentes variantes, todas propulsadas por combustible sólido. Su uso principal fue el estudio de la reentrada atmosférica.

## Versiones

### Berenice
La versión básica usaba cuatro etapas y era acelerada por cuatro pequeñes cohetes adicionales, alcanzaba 270 km de altura. Se lanzaron 20 en total, el primero el 27 de junio de 1962 y el último el 18 de marzo de 1972.

#### Especificaciones
- Carga útil: 40 kg
- Apogeo: 1000 km
- Empuje en despegue: 170 kN
- Masa total: 3340 kg
- Diámetro: 0,56 m
- Longitud total: 13,25 m

### Berenice Satmos
Estudio de abril de 1963 de una modificación que habría podido poner en órbita un pequeño satélite de 3,5 kg (Satmos) en órbita, un año antes de que el cohete Diamant estuviese disponible. El diseño fue cancelado debido a que apenas tenía margen de crecimiento

### Tacite
Versión de una sola etapa. Estabilizado mediante aletas y propulsores de nitrógeno. Fue lanzado cuatro veces, entre el 15 de junio de 1965 y el 15 de octubre de 1968.

#### Especificaciones
- Carga útil: 285 kg
- Apogeo: 160 km
- Empuje en despegue: 170 kN
- Masa total: 2000 kg
- Diámetro: 0,56 m
- Longitud total: 7,8 m

### Titus
Cohete sonda derivado de las dos primeras etapas del Berenice. Los lanzamientos, dos en total, se hicieron desde Chaco (Argentina) en colaboración con el CNIE. Ambos lanzamientos tuvieron lugar el 12 de noviembre de 1966.

#### Especificaciones
- Carga útil: 400 kg
- Apogeo: 250 km
- Empuje en despegue: 170 kN
- Masa total: 3400 kg
- Diámetro: 0,56 m
- Longitud total: 11,6 m

### Tibere
Usado para pruebas de reentrada atmosférica. Se hicieron dos lanzamientos, el primero el 23 de febrero de 1971 y el último el 18 de marzo de 1972.

#### Especificaciones
- Apogeo: 1000 km
- Empuje en despegue: 170 kN
- Masa total: 4500 kg
- Diámetro: 0,56 m
- Longitud total: 14,5 m